# Матадор (Техас)
Матадор (англ. Matador) — місто (англ. town) в США, в окрузі Мотлі штату Техас. Населення — 569 осіб (2020).

## Географія
Матадор розташований за координатами 34°0′54″ пн. ш. 100°49′16″ зх. д. / 34.01500° пн. ш. 100.82111° зх. д. (34.015084, -100.821094).  За даними Бюро перепису населення США в 2010 році місто мало площу 3,38 км², уся площа — суходіл.

## Демографія
Згідно з переписом 2010 року, у місті мешкало 607 осіб у 276 домогосподарствах у складі 179 родин. Густота населення становила 180 осіб/км².  Було 367 помешкань (109/км²).
Расовий склад населення:
| - 90,6 % — білих - 2,3 % — чорних або афроамериканців - 0,3 % — корінних американців - 5,4 % — осіб інших рас |

До двох чи більше рас належало 1,3 %. Частка іспаномовних становила 17,1 % від усіх жителів.
За віковим діапазоном населення розподілялося таким чином: 23,2 % — особи молодші 18 років, 49,8 % — особи у віці 18—64 років, 27,0 % — особи у віці 65 років та старші. Медіана віку мешканця становила 46,2 року. На 100 осіб жіночої статі у місті припадало 101,0 чоловіків;  на 100 жінок у віці від 18 років та старших — 99,1 чоловіків також старших 18 років.
Середній дохід на одне домашнє господарство  становив 46 513 долари США (медіана — 30 903), а середній дохід на одну сім'ю — 61 397 доларів (медіана — 40 833). За межею бідності перебувало 12,0 % осіб, у тому числі 5,8 % дітей у віці до 18 років та 8,8 % осіб у віці 65 років та старших.
Цивільне працевлаштоване населення становило 238 осіб. Основні галузі зайнятості: освіта, охорона здоров'я та соціальна допомога — 24,8 %, транспорт — 15,5 %, сільське господарство, лісництво, риболовля — 13,9 %.